# Municipio de Clear Lake (condado de Deuel)
El municipio de Clear Lake (en inglés: Clear Lake Township) es un municipio ubicado en el condado de Deuel en el estado estadounidense de Dakota del Sur. En el año 2010 tenía una población de 242 habitantes y una densidad poblacional de 2,42 personas por km².

## Geografía
El municipio de Clear Lake se encuentra ubicado en las coordenadas 44°46′52″N 96°42′46″O / 44.78111, -96.71278. Según la Oficina del Censo de los Estados Unidos, el municipio tiene una superficie total de 99.9 km², de la cual 96,24 km² corresponden a tierra firme y (3,67 %) 3,66 km² es agua.

## Demografía
Según el censo de 2010, había 242 personas residiendo en el municipio de Clear Lake. La densidad de población era de 2,42 hab./km². De los 242 habitantes, el municipio de Clear Lake estaba compuesto por el 98,76 % blancos, el 0,83 % eran asiáticos y el 0,41 % eran de una mezcla de razas. Del total de la población el 0,41 % eran hispanos o latinos de cualquier raza.